# Tenebroides fuscus
Tenebroides fuscus là một loài bọ cánh cứng trong họ Trogossitidae. Loài này được Goeze miêu tả khoa học năm 1777.